# Erythraj
Erythraj (tur. Ildir) – miasto greckie w Jonii, jedno z miast dodekapolis, położone na półwyspie na wprost wyspy Chios, obecnie na terytorium Turcji. 
Pośredniczyło w handlu między Egiptem, Cyprem i zachodnimi krajami. Główna świątynia Erythraj była poświęcona Atenie Pallas. Miasto należało do Związku Ateńskiego. Ok. 450 p.n.e. stacjonował tam ateński garnizon, który wprowadził ustrój demokratyczny. W mieście rządziła wybieralna rada, całkowicie jednak uzależniona od władzy Aten.